# Olaf przedstawia
Olaf przedstawia (oryg. Olaf presents) – amerykańska seria krótkometrażowych filmów, w której Olaf opowiada klasyczne filmy Disneya.
Produkcja zadebiutowała na platformie Disney+ 12 listopada 2021 roku.

## Fabuła
Olaf opowiada własne wersje niektórych filmów Disneya: Mała Syrenka, Vaiana: Skarb oceanu, Król lew, Aladyn i Zaplątani.

## Obsada
źródło:
- Josh Gad jako Olaf
- Frank Welker jako Sven
- Paul Briggs jako Puszek

### Wersja polska
źródło:
- Czesław Mozil jako Olaf
- Jakub Szydłowski jako Puszek

## Produkcja
Podczas produkcji Krainy Lodu II Disney potrzebował sceny, która byłaby zarówno zabawna, jak i pouczająca, która przełamałaby okazjonalny ostry ton narracji i wprowadziła moment czystego absurdu. Wykorzystali Olafa i stworzyli scenę, w której opowiada wydarzenia z Krainy Lodu. Scena stała się tak popularna, że Walt Disney Animation Studios postanowiło stworzyć serię krótkometrażowych filmów o Olafie.

## Wydanie
Zwiastun został wydany 14 października 2021 roku. Serial został wydany 12 listopada 2021 r. na Disney+ z okazji Dnia Disneya.